# Dominique Janicaud
Dominique Janicaud, född 14 november 1937, död 18 november 2002, var en fransk filosof.
Janicaud forskade främst om fransk spiritualism, men även om Hegel och hegelianskt tänkande. Hon var specialist på tysk filosofi och intresserade sig även för Heidegger och teknikens konsekvenser i vår egen tid.
På 1990-talet startade Janicaud en debatt om den samtida franska fenomenologin, och hon kritiserade bland andra Emmanuel Lévinas, Paul Ricœur, Michel Henry och Jean-Luc Marion för att hå låtit sin tro styra det filosofiska arbetet, och därmed styrt in den franska fenomenologin i teologisk riktning.